# Cutremurele din Santorini din 2025

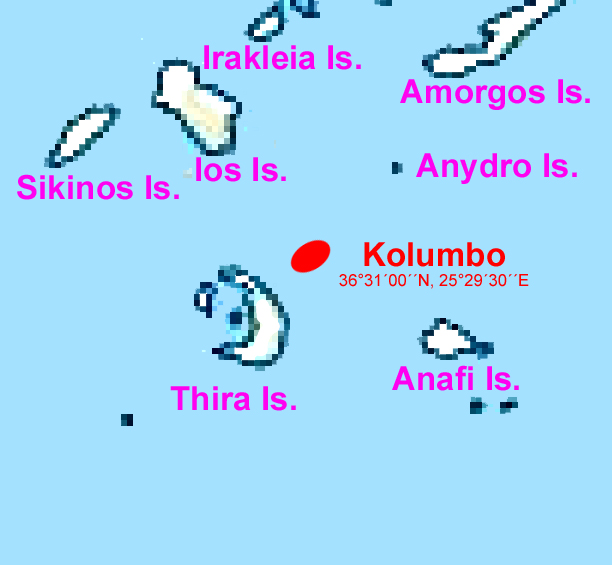
Insula Santorini (Thira) și vulcanul activ submarin Kolumbo

În zona insulei Santorini au avut loc mai multe cutremure la începutul lunii februarie 2025. Sute de cutremure au avut loc în Marea Egee, în vecinătatea insulei, unele având magnitudinea 5 pe scara de magnitudine a momentului seismic. Se preconizează că acestea vor dura câteva săptămâni. Ca măsură de precauție, o parte semnificativă a populației din Santorini a fost evacuată pe mare și pe calea aerului.
În primele două săptămâni ale lunii februarie, au fost detectate peste 200 de cutremure submarine. Epicentrele lor s-au aflat între insulele Santorini, Anafi, Amorgos, Ios și insulița nelocuită Anydros. Multe dintre cutremure au avut magnitudinea de peste 4,5. Cel mai puternic cutremur a avut loc pe 4 februarie și a avut 5,3 Mw. În timp ce experții au stabilit că aceste cutremure au fost mai degrabă tectonice decât vulcanice, modelul și frecvența activității seismice a provocat îngrijorare semnificativă în rândul oamenilor de știință și al autorităților. Seismologul Manolis Skordylis a spus la radioul public că a fost activată o falie seismică cu potențialul de a provoca un cutremur cu magnitudinea de peste 6,0. Oamenii de știință au subliniat că principalul eveniment seismic ar putea să nu fi avut loc încă.
Autoritățile elene au implementat mai multe măsuri de urgență, care au inclus desfășurarea în regiune a unor echipaje de urgență și a unei echipe de salvare formată din 26 de membri cu un câine de salvare. Școlile au fost închise în Santorini, Anafi, Amorgos și Ios. Accesul în zonele din apropierea stâncilor a fost restricționat din cauza riscului crescut de alunecări de teren. În Fira au fost stabilite mai multe puncte de adunare pentru evacuare. Accesul la țărm și la anumite porturi, inclusiv vechiul port din Santorini, a fost restricționat din cauza riscului de tsunami, rezidenții fiind instruiți să se deplaseze în interior.
Ministrul grec al Protecției Civile, Vasilis Kikilias, a subliniat caracterul precaut al răspunsului, dar a recunoscut că: „suntem obligați să întocmim scenarii la bine și la rău”. Prim-ministrul Greciei Kyriakos Mitsotakis, care a vorbit în timp ce se afla la Bruxelles, a îndemnat la calm în timp ce a recunoscut intensitatea roiului de cutremure.
Aegean Airlines și-a dublat frecvența zborurilor între Atena și Santorini pentru o perioadă de două zile pentru a efectua evacuări. Companiile de feriboturi și-au crescut frecvența serviciului ca răspuns la cererea în creștere, ceea ce a dus la formarea unor cozi lungi în porturile de evacuare. Aproximativ 6.000 de locuitori au părăsit insula cu feribotul începând cu 2 februarie, în timp ce până la 2.700 au plecat cu avionul între 3 și 4 februarie. Departamentul Regional de Pompieri din Marea Egee de Sud a fost pus în alertă generală. O stare de urgență a fost declarată în Santorini de către Guvernul Greciei la 6 februarie.
În Turcia, Președinția pentru managementul dezastrelor și urgențelor (AFAD) și Direcția generală de cercetare și explorare minerală (MTA) au avertizat că aceste cutremure ar putea duce la activitate vulcanică în jurul vulcanului Kolumbo.
Nu există știri despre impactul cutremurelor asupra epavei Sea Diamond, care se află pe marginea unei stânci subacvatice și a cărei cădere în adâncul mării ar putea provoca o pată de petrol pentru că încă mai conține combustibil.